# زرايب (قرية)
زرايب هي إحدى قرى النوبة والتي تقع في دولة السودان في منطقة دنقلا .